# NGC 3482
NGC 3482 is een balkspiraalstelsel in het sterrenbeeld Zeilen. Het hemelobject werd op 1 maart 1835 ontdekt door de Britse astronoom John Herschel.

## Synoniemen
- ESO 264-56
- PGC 33025